# Бонвил (Сома)
Бонвил (фр. Bonneville) насеље је и општина у североисточној Француској у региону Пикардија, у департману Сома која припада префектури Амјен.
По подацима из 2011. године у општини је живело 342 становника, а густина насељености је износила 33,53 становника/km². Општина се простире на површини од 10,2 km². Налази се на средњој надморској висини од 156 метара (максималној 166 m, а минималној 78 m).

## Демографија
| 1962. | 1968. | 1975. | 1982. | 1990. | 1999. | 2011. |
| ----- | ----- | ----- | ----- | ----- | ----- | ----- |
| 337   | 381   | 346   | 352   | 346   | 348   | 342   |

График промене броја становника у току последњих година